# Monitor (Zeitschrift)
Monitor war eine literarisch-politische Wochenschrift, die von 1765 bis 1785 in Warschau erschien und als wichtigstes Organ der Aufklärung in Polen gilt. Sie förderte die Entwicklung der polnischen Literatur und unterstützte die ökonomischen, sozialen und politischen Reformbemühungen des Landes, auch durch Kritik am Sarmatismus und durch Vermittlung fortschrittlichen Gedankenguts aus Westeuropa.
Die Zeitschrift wurde mit der Unterstützung des Königs Stanislaus II. August Poniatowski gegründet. Die Herausgeber waren nacheinander Ignacy Krasicki, Franciszek Bohomolec, Józef Minasowicz, Lorenz Christoph Mizler und J.I. Boelcke.
Der Monitor veröffentlichte, neben den genannten Herausgebern, u. a. Werke von Jacek Jezierski, Hugo Kołłątaj und Stanisław Staszic. Die Zeitschrift orientierte sich an englischen Periodika, vor allem am Spectator, aus dem viele Artikel übersetzt oder bearbeitet wurden.